# Maciço Atlantis
O Maciço Atlantis é um maciço submarino proeminente, uma região em forma de domo com aproximadamente 16 km de diâmetro,  e erguendo-se até 4250 m do fundo do Oceano Atlântico Norte aproximadamente na latitude 30°N, ao leste da interseção entre a dorsal meso-atlântica com a falha transformante Atlantis.
O maciço se formou aproximadamente entre 1.5-2.0 milhões de anos atrás. Os estudos geológicos do maciço indicaram que ele não é composto por basalto negro típico do assoalho de oceano, mas do peridotito verde denso encontrado geralmente no manto. A abóbada central é enrrugada e estriada de uma forma indicativa dum complexo nuclear ultramáfico exposto. Acredita-se que o maciço se formou debaixo dorsal meso-atlântica próxima mas foi puxado para debaixo do cume durante o movimento das placas tectônicas.
O campo hidrotermal da Cidade Perdida está perto do cume.